# Piton des Trois Mares
Pour les articles homonymes, voir Piton (homonymie).
Le piton des Trois Mares est un sommet de montagne de l'île de La Réunion, un département d'outre-mer français dans l'océan Indien. Situé au cœur de la forêt départemento-domaniale de Bébour, dans la commune de Saint-Benoît, il culmine à 1 561 m d'altitude.